# Lebo Mothiba
Lebogang Mothiba (Johannesburgo, 28 de enero de 1996) es un futbolista sudafricano. Juega en la posición de delantero y desde 2025 milita en el Mamelodi Sundowns F. C. de la Liga Premier de Sudáfrica. Es internacional con la selección sudafricana.

## Trayectoria

### Clubes
Mothiba nació el 28 de enero de 1996 en el municipio de Tembisa, situado entre las ciudades de Johannesburgo y Pretoria. Tiene un hermano, Kagiaso, y una hermana, Lucky. Es apodado Lebotelli, en honor a Mario Balotelli. A los once años, se unió a las categorías inferiores del Mamelodi Sundowns. Más tarde, se trasladó al Kempton Park F. C., donde jugaba de defensa central hasta que un entrenador lo cambió a la posición de delantero. En su primera temporada allí, convirtió 36 goles en dieciséis partidos.
En marzo de 2014, poco después de recuperarse de una lesión en el tobillo izquierdo, se presentó a una prueba del Lille O. S. C. y, aunque aún no se encontraba en su mejor forma, fue aceptado. Después de dos años en la reserva del equipo, en julio de 2016 firmó su primer contrato profesional con el club, por tres temporadas. El 31 de enero de 2017, fue transferido en calidad de cedido al Valenciennes F. C. Después de seis meses en el equipo, en los que anotó dos goles por la Ligue 2, se fue a préstamo nuevamente al Valenciennes F. C., esta vez por una temporada completa. Durante su segunda campaña con el Valenciennes F. C., marcó ocho tantos en veinte partidos de liga. En enero de 2018, regresó al Lille O. S. C. El 30 de agosto de 2018, abandonó el Lille y fichó por el R. C. Estrasburgo por cinco temporadas.
Al término de la temporada 2023-24 abandonó el club de Estrasburgo al expirar su contrato. Durante los seis años que estuvo, ganó la Copa de la Liga y disputó un total de 96 encuentros en los que anotó veinte goles y dio cinco asistencias. Entonces estuvo varios meses sin equipo y en febrero de 2025 fichó por el Mamelodi Sundowns F. C.

### Selección nacional
Con la selección sudafricana sub-23, disputó los Juegos Olímpicos de Río de Janeiro 2016. El primer partido por la fase de grupos, donde se enfrentaron a Brasil, terminó empatado a cero goles. En el siguiente encuentro perdieron por 1:0 con Dinamarca. En el transcurso de la competición, Mothiba enfermó de varicela. El 20 de septiembre de 2017, fue convocado por primera vez al seleccionado absoluto para un partido ante Burkina Faso para la clasificación de CAF para la Copa Mundial de Fútbol de 2018, aunque finalmente no lo jugó. El 21 de marzo de 2018, en el Torneo de las Cuatro Naciones, debutó con la selección sudafricana en un encuentro ante Angola que finalizó 1:1; Mothiba marcó el único tanto de Sudáfrica. Volvió a anotar en el siguiente partido por la misma competición, en el que derrotaron a Zambia por 2:0.
El 13 de octubre le convirtió un tanto a Seychelles en la victoria por marcador 6:0 en un encuentro por la clasificación para la Copa Africana de Naciones de 2019. El 17 de noviembre hizo otro gol en las mismas eliminatorias, esta vez a Nigeria en un empate a un gol.

## Estadísticas

### Clubes
La siguiente tabla detalla los encuentros disputados y los goles marcados por Mothiba en los clubes en los que ha militado.
| Lille O. S. C. Francia                                                                                              | 2016-17       | 0   | 0  | 0 | 1  | 0 | 0 | 0 | 0 | 0 | 1   | 0  | 0 |
| Valenciennes F. C. Francia                                                                                          | 2016-17       | 9   | 2  | 0 | 0  | 0 | 0 | 0 | 0 | 0 | 9   | 2  | 0 |
| Valenciennes F. C. Francia                                                                                          | 2017-18       | 20  | 8  | 2 | 4  | 1 | 0 | 0 | 0 | 0 | 24  | 9  | 2 |
| Valenciennes F. C. Francia                                                                                          | Total club    | 29  | 10 | 2 | 4  | 1 | 0 | 0 | 0 | 0 | 33  | 11 | 2 |
| Lille O. S. C. Francia                                                                                              | 2017-18       | 14  | 5  | 1 | 0  | 0 | 0 | 0 | 0 | 0 | 14  | 5  | 1 |
| Lille O. S. C. Francia                                                                                              | 2018-19       | 3   | 1  | 0 | 0  | 0 | 0 | 0 | 0 | 0 | 3   | 1  | 0 |
| Lille O. S. C. Francia                                                                                              | Total club    | 17  | 6  | 1 | 1  | 0 | 0 | 0 | 0 | 0 | 18  | 6  | 1 |
| R. C. Estrasburgo Francia                                                                                           | 2018-19       | 32  | 9  | 3 | 4  | 2 | 0 | 0 | 0 | 0 | 36  | 11 | 3 |
| R. C. Estrasburgo Francia                                                                                           | 2019-20       | 21  | 3  | 3 | 0  | 0 | 0 | 2 | 0 | 0 | 23  | 3  | 3 |
| R. C. Estrasburgo Francia                                                                                           | 2021-22       | 1   | 0  | 0 | 1  | 0 | 0 | 0 | 0 | 0 | 2   | 0  | 0 |
| R. C. Estrasburgo Francia                                                                                           | Total club    | 54  | 12 | 6 | 5  | 2 | 0 | 2 | 0 | 0 | 61  | 14 | 6 |
| E. S. Troyes A. C. Francia                                                                                          | 2021-22       | 6   | 1  | 0 | 0  | 0 | 0 | 0 | 0 | 0 | 6   | 1  | 0 |
| E. S. Troyes A. C. Francia                                                                                          | Total club    | 6   | 1  | 0 | 0  | 0 | 0 | 0 | 0 | 0 | 6   | 1  | 0 |
| Total carrera | Total carrera | 106 | 29 | 7 | 10 | 3 | 0 | 2 | 0 | 0 | 118 | 32 | 9 |
| (1)Incluye datos de la Copa de la Liga de Francia y Copa de Francia. (2)Incluye datos de la Liga Europa de la UEFA. |               |     |    |   |    |   |   |   |   |   |     |    |   |

### Selección nacional
| \| Fecha \| Local \| Resultado \| Visitante \| Competencia \| Goles \| Ref. \| \| ----------------------- \| --------------- \| --------- \| ---------- \| -------------------------------- \| ----- \| ---- \| \| 21-03-2018 \| Sudáfrica \| 1:1 \| Angola \| Amistoso \| 1 \| [13] \| \| 24-03-2018 \| Zambia \| 0:2 \| Sudáfrica \| Amistoso \| 1 \| [14] \| \| 13-10-2018 \| Sudáfrica \| 6:0 \| Seychelles \| Clasificación Copa Africana 2019 \| 1 \| [15] \| \| 16-10-2018 \| Seychelles \| 0:0 \| Sudáfrica \| Clasificación Copa Africana 2019 \| 0 \| [20] \| \| 17 de noviembre de 2018 \| Sudáfrica \| 1:1 \| Nigeria \| Clasificación Copa Africana 2019 \| 1 \| [16] \| \| 20 de noviembre de 2018 \| Sudáfrica \| 1:1 \| Paraguay \| Amistoso \| 0 \| [21] \| \| 24-03-2019 \| Libia \| 1:2 \| Sudáfrica \| Clasificación Copa Africana 2019 \| 0 \| [22] \| \| 24-06-2019 \| Costa de Marfil \| 1:0 \| Sudáfrica \| Copa Africana de Naciones 2019 \| 0 \| [23] \| \| 28-06-2019 \| Sudáfrica \| 1:0 \| Namibia \| Copa Africana de Naciones 2019 \| 0 \| [24] \| \| 1-07-2019 \| Sudáfrica \| 0:1 \| Marruecos \| Copa Africana de Naciones 2019 \| 0 \| [25] \| \| 6-07-2019 \| Egipto \| 0:1 \| Sudáfrica \| Copa Africana de Naciones 2019 \| 0 \| [26] \| \| 10-07-2019 \| Nigeria \| 2:1 \| Sudáfrica \| Copa Africana de Naciones 2019 \| 0 \| [27] \| \| 14-11-2019 \| Ghana \| 2:0 \| Sudáfrica \| Clasificación Copa Africana 2021 \| 0 \| [28] \| \| 17-11-2019 \| Sudáfrica \| 1:0 \| Sudán \| Clasificación Copa Africana 2021 \| 0 \| [29] \| \| Total \| Partidos \| 14 \| \| Goles \| 4 \| \| |                 |           |            |                                  |       |        |
| Fecha | Local           | Resultado | Visitante  | Competencia                      | Goles | Ref.   |
| 21-03-2018 | Sudáfrica       | 1:1       | Angola     | Amistoso                         | 1     | [ 13 ] |
| 24-03-2018 | Zambia          | 0:2       | Sudáfrica  | Amistoso                         | 1     | [ 14 ] |
| 13-10-2018 | Sudáfrica       | 6:0       | Seychelles | Clasificación Copa Africana 2019 | 1     | [ 15 ] |
| 16-10-2018 | Seychelles      | 0:0       | Sudáfrica  | Clasificación Copa Africana 2019 | 0     | [ 20 ] |
| 17 de noviembre de 2018 | Sudáfrica       | 1:1       | Nigeria    | Clasificación Copa Africana 2019 | 1     | [ 16 ] |
| 20 de noviembre de 2018 | Sudáfrica       | 1:1       | Paraguay   | Amistoso                         | 0     | [ 21 ] |
| 24-03-2019 | Libia           | 1:2       | Sudáfrica  | Clasificación Copa Africana 2019 | 0     | [ 22 ] |
| 24-06-2019 | Costa de Marfil | 1:0       | Sudáfrica  | Copa Africana de Naciones 2019   | 0     | [ 23 ] |
| 28-06-2019 | Sudáfrica       | 1:0       | Namibia    | Copa Africana de Naciones 2019   | 0     | [ 24 ] |
| 1-07-2019 | Sudáfrica       | 0:1       | Marruecos  | Copa Africana de Naciones 2019   | 0     | [ 25 ] |
| 6-07-2019 | Egipto          | 0:1       | Sudáfrica  | Copa Africana de Naciones 2019   | 0     | [ 26 ] |
| 10-07-2019 | Nigeria         | 2:1       | Sudáfrica  | Copa Africana de Naciones 2019   | 0     | [ 27 ] |
| 14-11-2019 | Ghana           | 2:0       | Sudáfrica  | Clasificación Copa Africana 2021 | 0     | [ 28 ] |
| 17-11-2019 | Sudáfrica       | 1:0       | Sudán      | Clasificación Copa Africana 2021 | 0     | [ 29 ] |
| Total | Partidos        | 14        |            | Goles                            | 4     |        |

### Resumen estadístico
| Competición            | Partidos | Goles | Promedio |
| ---------------------- | -------- | ----- | -------- |
| Liga                   | 99       | 28    | 0.28     |
| Copas nacionales       | 9        | 3     | 0.33     |
| Copas internacionales  | 2        | 0     | 0        |
| Selección de Sudáfrica | 14       | 4     | 0.29     |
| Total                  | 124      | 35    | 0.28     |

## Palmarés

### Títulos nacionales
| Título                     | Club              | País    | Año  |
| -------------------------- | ----------------- | ------- | ---- |
| Copa de la Liga de Francia | R. C. Estrasburgo | Francia | 2019 |